# Nouvoitou
Nouvoitou (bret. Neveztell) – miejscowość i gmina we Francji, w regionie Bretania, w departamencie Ille-et-Vilaine.

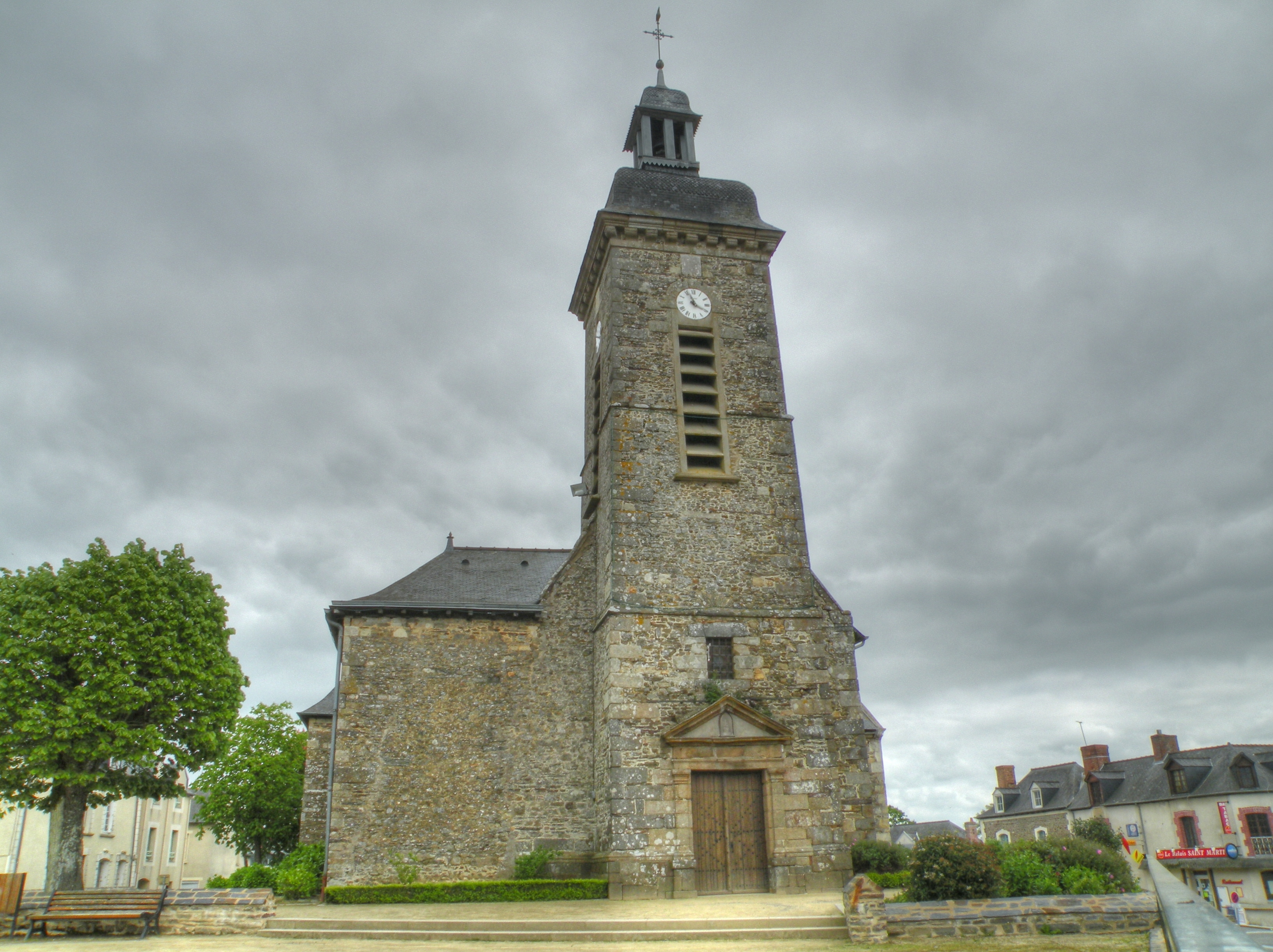
Kościół w Nouvoitou

Według danych na rok 1990 gminę zamieszkiwało 2348 osób, a gęstość zaludnienia wynosiła 124 osoby/km² (wśród 1269 gmin Bretanii Nouvoitou plasuje się na 258. miejscu pod względem liczby ludności, natomiast pod względem powierzchni na miejscu 528.).